# Södra Gilltjärnen
Södra Gilltjärnen är en sjö i Norbergs kommun i Västmanland och ingår i Norrströms huvudavrinningsområde. Sjön har en area på 0,0892 kvadratkilometer och ligger 176,3 meter över havet.

## Delavrinningsområde
Södra Gilltjärnen ingår i det delavrinningsområde (666361-149855) som SMHI kallar för Inloppet i Ungen. Medelhöjden är 197 meter över havet och ytan är 11,35 kvadratkilometer. Det finns inga avrinningsområden uppströms utan avrinningsområdet är högsta punkten. Snytsboån som avvattnar avrinningsområdet har biflödesordning 4, vilket innebär att vattnet flödar genom totalt 4 vattendrag innan det når havet efter 231 kilometer. Avrinningsområdet består mestadels av skog (85 procent). Avrinningsområdet har 0,43 kvadratkilometer vattenytor vilket ger det en sjöprocent på 3,8 procent.